# Малахатько Володимир Ілліч
Малаха́тько Володимир Ілліч (09. 05. 1939, м Мала Виска, нині місто Кіровогр. обл. - 09.11.2023, Київ) – тренер (важка атлетика, шахи).

## З життєпису
Народився 1939 року в місті Мала Виска. Майстер спорту СРСР (1962). Закінчив Кіровоградський інститут (нині Кропивницький, 1964). 
Заслужений тренер України (1986). Працював тренером Київської обласної ради спортивного товариства «Колос» (1980–1990).
Батько і тренер Вадима Малахатька.   Підготував понад 40 майстрів спорту. Серед вихованців – В. Біляк.